# Космос-140

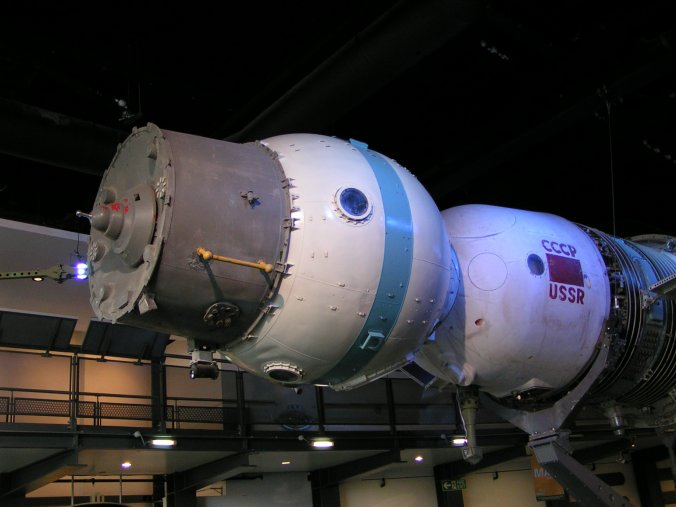
Корабль 7К-ОК

Космос-140 — третий экспериментальный космический корабль типа «Союз» (7К-ОК № 3). На борту находился манекен. Из-за проблем с автоматической системой ориентации корабль израсходовал слишком много топлива и не смог выполнить поставленные задачи. Во время посадки дно корабля прогорело из-за нарушений теплозащиты при установке технологической заглушки и он приземлился вместо запланированного места посадки на лёд Аральского моря, после чего пробил лёд и затонул. Если бы корабль был пилотируемым, то космонавты бы погибли.